# عنبتا
عنبتا (به عربی: عنبتا) یک شهرک در فلسطین است.

## خصوصیات
عنبتا ۷٬۳۲۹ نفر جمعیت دارد.